# ツイストドーナツ
ツイストドーナツは、小麦粉や米粉を原料にして油で揚げた、揚げパンまたはスティック状の菓子である。中国では麻花、韓国ではクァベギ（朝鮮語: 꽈배기）、フィリピンではシャコイ（英語: shakoy）またはピリピット（英語: pilipit）、日本では索餅としても知られている。

## 世界におけるツイストドーナツ

### 中国
中国本土や台湾では、麻花と呼ばれるねじれたドーナツは伝統的な揚げ菓子であり、地域によって様々なバリエーションがある。主な材料は小麦粉、砂糖、食用油だが、塩、蜂蜜、ナッツや香辛料などを加えることもある。 一度編んだ生地をねじって、ピーナッツオイルで揚げる。外はカリッと中はふんわりとした食感のものと、カリカリの食感のものの2種類が主流である。発祥は天津であり、数千年の歴史がある。

### イタリア
イタリアではトレッチャ（イタリア語: Treccia）と呼ばれており、カスタードクリームを詰めたり、砂糖やチョコレートなどをかけたりすることもある。

### 日本
日本では奈良時代に唐から伝わり索餅となった。うどんや素麺の元になった食品とも言われる麺類で、麦縄とも呼ばれる縄状のものである。江戸時代中期に姿を消したとされているが、奈良などにある「しんこ菓子」に姿を変えたともされる。

### 韓国
大韓民国ではクァベギ（朝鮮語: 꽈배기）として知られている。酵母で発酵させた小麦粉や米粉の生地と溶かしバターで作られたねじれたドーナツで、甘さは控えめで、ふわふわでスポンジのような食感である。油で揚げられ、砂糖とシナモンでコーティングされている。学校の放課後のおやつとしてもよく食べられている。

### フィリピン
フィリピンのビサヤ諸島のシャコイ（英語: shakoy）は、長めの生地を独特なロープ状にねじってから揚げたものであり、フィリピン北部ではルビッド・ルビッド（英語: lubid-lubid）とも呼ばれる。作り方はドーナツとほぼ同じだが、もち米から作られた米粉を使ったものもある。ふんわりとしたものから、もちもちとしたものまで様々な食感のものがある。硬くて歯ごたえのあるものはピリピット（英語: pilipit）と呼ばれている。白砂糖をまぶすのが一般的だが、ゴマやカラメルをまぶす場合もある。

### ベトナム
ベトナムでは、バイン・クオイ・トゥン（ベトナム語: Bánh Quẩy Thừng）またはバイン・ヴァン・トゥン（ベトナム語: bánh vặn thừng）、バイン・ヴァン（ベトナム語: bánh vặn）、バイン・クアイ・チェオ（ベトナム語: bánh quai chèo）、バイン・クオイ・ドゥオン（ベトナム語: bánh quẩy đường）と呼ばれている。

### その他出典
- Moore, F. (1866) (英語). Anecdotes, Poetry, and Incidents of the War: North and South. 1860-1865. Frank Moore. p. 73 2022年4月30日閲覧。